# 酢酸マグネシウム
酢酸マグネシウム（さくさんマグネシウム）はマグネシウムの酢酸塩で、化学式Mg(CH3COO)2で表される。無水物と四水和物とがあるが、通常は四水和物が流通している。潮解性があり、加熱すると酸化マグネシウムと刺激性のあるフュームに分解する。近年では果樹・園芸用土壌改良剤としても用いられる。